# ياسر الياسري
ياسر الياسري مخرج سينمائي عراقي معروف باعماله المختلفة والتي تنوعت ما بين السينما والتلفزيون والفيديو كليب، لطالما كانت أعماله مصحوبة بفكر جديد ومختلف واستخدام جديد للتقنيات الحديثة.
في السينما افلامه شاركت في أهم المهرجانات العالمية ونالت جوائز عديدة ومختلفة، وفي الفيديو كليب يعتبر أحد رواد الفيديوكليب في الوطن العربي بمسيرة طويلة منحته لقب أفضل مخرج عربي للفيديو كليب ثلاث مرات 

## سيرته
ياسر الياسري مخرج عراقي بدأ مشواره الفني مبكرا عندما كان لا يزال في السادسة عشر من عمره حيث ابتدأ مشواره باخراج الفيديو كليبات ويعتبر من المخرجين الذين كان لهم التاثير الإيجابي في النقلة النوعية للكليب الخليجي وكان له البصمة في العديد من الأعمال الغنائية التي تركت الاثر الكبير في الساحة الفنية.
اولى اسهاماته السينمائية كان في سنة 2012 مع فيلم ضوء دامس والذي شارك في أكثر من 30 مهرجان سينمائي على مستوى العالم اهمها كان المهرجان المرشح للاوسكار مهرجان ترايبكا السينمائي.
بعدها توالت أعماله المختلفة بين الفيديو كليب والمسلسلات التلفزيونية مثل مسلسل ما أصعب الكلام والذي عُرض في أهم القنوات العربية مثل إم بي سي. وفي عام 2014 وبعد توقف أكثر من ربع قرن كان الياسري مخرجا للإصدار الجديد من برنامج الأطفال الأشهر عربيا أفتح يا سمسم.
بعدها وفي سنة 2018 أطلق الياسري فيلم شباب شياب بطولة سعد الفرج وسلوم حداد ومنصور الفيلي الفيلم الذي لاقى نجاح ملفت وعرض في أهم المهرجانات السينمائية في العالم ونال جوائز كافضل فيلم وكتب عنه النقاد بشكل كبير جدا، وفي سابقة لم تحدث لفيلم عربي من قبل قامت المجلة الأمريكية المرموقة هوليوود ريبورتر بعمل عرض خاص للفيلم في هوليوود دعت اليه أهم المهتمين بالسينما العالمية وكان الفيلم هو الفيلم الخليجي الأول الذي يعرض في السعودية بعد افتتاح السينمات هناك 
وفي عام 2019 أطلق الياسري فيلمه المصري الأول 122 وهو فيلم رعب نفسي واثارة بطولة طارق لطفي واحمد داوود وامينة خليل واحمد الفيشاوي والفيلم كان أول فيلم في تاريخ السينما المصرية يعرض بتقنية 4DX  وحقق الفيلم ايرادات عالية في مصر والوطن العربي وبقي متصدر لشباك الإيرادات في مصر لمدة شهر كامل، وكما أصبح الفيلم الأول عربيا في التاريخ الذي يدبلج إلى اللغة الاوردية ويعرض في باكستان 
وللياسري ايضاً اسهمات في الإنتاج حيث قام بإنتاج أعمال كثيرة منها المسلسل الإماراتي على قد الحال والمسلسل الخليجي آخر المطاف.

## الجوائز
1. جائزة أفضل فيلم في مهرجان ريهوبوث السينمائي في أمريكا لفيلم شباب شياب في سنة 2018 [7]
2. جائزة أفضل فيلم في مهرجان منيابولس الأمريكي عن فيلم شباب شياب سنة 2018 [8]
3. جائزة اللؤلؤة السوداء كافضل فيلم عن فيلم ضوء دامس (فيلم) سنة 2012
4. جائزة أكبر انجاز من مؤسسة توفورفيفتي فور سنة 2013
5. أفضل مخرج عربي حسب استفتاء مجلة نادين اللبنانية سنة 2011
6. أفضل مخرج عربي حسب استفتاء مجلة الصدى سنة 2011
7. أفضل مخرج خليجي حسب استفتاء مجلة سيدتي سنة 2008
8. أفضل فيديو كليب لاغنية مشينا للفنان وليد الشامي في استفتاء مجلة زهرة الخليج سنة 2015
9. أفضل فيديو كليب لاغنية بطلنا للفنان فهد الكبيسي في استفتاء مجلة زهرة الخليج سنة 2015
10. أفضل فيديو كليب لاغنية شاعلها للفنانة شذى حسون في استفتاء مجلة زهرة الخليج سنة 2011
11. أفضل فيديو كليب لاغنية شاعلها للفنانة شذى حسون في استفتاء مجلة الصدى سنة 2011
12. أفضل فيديو كليب لاغنية شاعلها للفنانة شذى حسون في استفتاء مجلة نادين سنة 2011
13. أفضل فيديو كليب لاغنية ينسى للفنان فايز السعيد في استفتاء مجلة زهرة الخليج سنة 2008
14. أفضل فيديو كليب لاغنية تفرقنا السنين للفنانين محمد عبدو واصالة نصري في استفتاء اذاعة صوت دجلة سنة 2010
15. اوسكار الفيديو كليب عن كليب صاحي لهم للفنان راشد الماجد سنة 2007

## الأفلام
1. فيلم 122، إخراج
2. فيلم شباب شياب، تأليف واخراج وإنتاج
3. فيلم ضوء دامس، اخرج وإنتاج
4. فيلم هذه ليلتي، إنتاج واشراف عام
5. فيلم عندما تتحدث الموسيقى وتفشي عن اسرارها، إنتاج
6. فيلم حوجن ، إخراج وإنتاج.[9]

## المسلسلات والبرامج
1. آخر المطاف (مسلسل) ، إنتاج
2. على قد الحال (مسلسل) ، إنتاج
3. مسلسل ماصعب الكلام، إخراج
4. مسلسل ثمان ساعات، إخراج وإنتاج
5. مسلسل افتح يا سمسم (برنامج) ، إخراج
6. مسلسل رحلة الضلال، إنتاج
7. برنامج اسعاد القلوب، إخراج
8. برنامج من هو، إخراج
9. برنامج أسماء الله الحسنى، إنتاج

## أهم الفيديو كليبات
1. تفرقنا السنين للفنانين محمد عبده واصالة نصري
2. صاحي لهم للفنان راشد الماجد
3. إمارات الوجود للفنان حسين الجسمي
4. هلا واهلين وتبسم للفنانة ديانا حداد
5. تسالوني وتعال وزمان أول للفنان عبادي الجوهر
6. اشتاق لك للفنان عبد الكريم عبد القادر
7. الحق حبيبك وروحة بلا ردة وبسيطة واحبه كلش للفنان وليد الشامي
8. الحق حبيبك وينسى والحب الكبير وانفيزبل ودق هيوة للفنان فايز السعيد
9. مزاجي ووبعدين للفنان فهد الكبيسي
10. خلوني وطلع عاشق ولاحس ولا خبر للفنان منصور زايد
11. سلام العشق وياقلب والعمر ما يسوى للفنان الوسمي
12. رد قلبي للفنانة بلقيس فتحي
13. يا التاكسي للفنان مشعل العروج
14. شاعلها ومنو الماعنده ماضي للفنانة شذى حسون
15. وينكم يا عرب واناجي الليل للفنان رضا العبد الله
16. كفيت ووفيت للفنان فؤاد عبد الواحد
17. حسيبك للفنانة كارمن سليمان
18. بالطول وبالعرض لفرقة ميامي
19. زمان الاولين للفنان إبراهيم الحكمي
20. اخترت دربك وفتنة عيوني للفنان ميحد حمد
21. ما اصدق للفنان تركي
22. يللا حبيبي للفنان العالمي كارل وولف
23. تبسم للفنانة ديانا حداد

## وصلات خارجية
- ياسر الياسري على موقع IMDb (الإنجليزية)
- ياسر الياسري على موقع قاعدة بيانات الأفلام العربية
- صفحة المخرج ياسر الياسري على موقع الافلام العالمي.